# Єньківка
Єньківка — річка в Україні, у Хорольському районі Полтавської області. Права притока Хоролу (басейн Дніпра).

## Опис
Довжина річки 18 км., похил річки — 2,4 м/км. Площа басейну 44,5 км².

## Розташування
Бере початок у селі Дубове. Тече переважно на південний схід через Андріївку, Козубівку, Вишневе, Єньки і впадає у річку Хорол, праву притоку Псла.
Річку перетинає автомобільний шлях Т 1716

## Цікавий факт
- У Каталозі основні дані річок Кутуржиха та Єньківки переплутані місцями.